# Lijst van voetbalinterlands Chili - Trinidad en Tobago (vrouwen)
Deze lijst van voetbalinterlands is een overzicht van alle officiële voetbalinterlands tussen de nationale vrouwenteams van Chili en Trinidad en Tobago. De landen hebben tot nu toe één keer tegen elkaar gespeeld.

## Wedstrijden
| № | Plaats      | Datum           | Competitie                  | Wedstrijd                  | Uitslag |
| - | ----------- | --------------- | --------------------------- | -------------------------- | ------- |
| 1 | Guadalajara | 22 oktober 2011 | Pan-Amerikaanse Spelen 2011 | Trinidad en Tobago − Chili | 0 − 3   |

## Samenvatting
| Competitie             | Totaal gespeeld | Winst Chili | Gelijk | Winst Trinidad en Tobago | Doelsaldo Chili – Trinidad en Tobago |
| ---------------------- | --------------- | ----------- | ------ | ------------------------ | ------------------------------------ |
| Pan-Amerikaanse Spelen | 1               | 1           | 0      | 0                        | 3 − 0                                |
| Totaal                 | 1               | 1           | 0      | 0                        | 3 − 0                                |